# Hilliardia zuurbergensis
Hilliardia zuurbergensis là một loài thực vật có hoa trong họ Cúc. Loài này được (Oliv.) B.Nord. mô tả khoa học đầu tiên năm 1987.